# Personnages de Fate/stay night
 (janvier 2025).
- Si vous ne connaissez pas le sujet, laissez ce bandeau (vous pouvez alors contacter les auteurs).
- Si vous supprimez le contenu mis en cause (vous pouvez préalablement contacter les auteurs),

argumentez précisément cette suppression dans la page de discussion
(un manque de référence n'est pas un argument ; une recherche réelle de référence doit avoir été effectuée, être formellement documentée).

Cet article est un complément de l'article Fate/stay night. Il y recense et décrit les différents personnages de la série.

## Personnages principaux
Shirō Emiya (衛宮 士郎, Emiya Shirō)
Voix japonaise : Noriaki Sugiyama,
Shirō Emiya est le personnage principal de l'histoire. Lycéen de deuxième année, élève sérieux, au grand cœur et honnête, qui aime aider les autres dont les passe-temps sont notamment la réparation d'une variété d'appareils cassés (des magnétoscopes aux fourneaux) en passant par la cuisine et le nettoyage. Cependant, derrière tout cela, Shirō est un être humain profondément marqué qui est devenu orphelin après qu'un incendie, provoquée à la fin de la quatrième guerre du Saint-Graal dix ans auparavant, avait détruit une partie de la ville de Fuyuki et lui a fait perdre tout ses anciens souvenirs ; il a ainsi passé une grande partie de son enfance à se réveiller la nuit en hurlant de cauchemars provoqués par ce traumatisme. Il culpabilisa tellement à propos de sa survie qu'Ayako a déclaré qu'elle n'avait jamais vu Shirō sourire, car il pensait qu'il le ne méritait pas. De cette catastrophe, Shirō en est l'unique survivant, sauvé au bon moment par Kiritsugu Emiya ; ce dernier marqué à vie par l'idée de n'avoir pu empêcher cette tragédie, il décida d'adopter le jeune garçon et de le nommer Shirō après avoir découvert qu'il ne pouvait plus se souvenir de son vrai nom. Avec son nouveau parrain, Shirō a hérité de son sens de la justice et son envie de protéger les autres mais il lui a aussi appris un sort basique, Renforcement (Reinforce), qui lui permet d'analyser et de modifier la structure des objets, et ce à quoi il s'en servira plus tard en secret pour réparer toute sorte d'appareils. Quelques années plus tard, sa voisine et sa professeur d'anglais, Taiga Fujimura, devient sa tutrice après le décès de Kiritsugu tandis que sa camarade d'école Sakura Matō vient l'aider tous les jours pour ses tâches ménagères.
Pris par inadvertance au cœur de la Guerre du Saint-Graal, il se découvre être un Master et tente de protéger son idéal. Shirō n'est pas intéressé par le Graal et son pouvoir. Son seul désir, en étant déterminé à gagner la guerre avec Saber, est d'éviter que cette guerre ne fasse de victimes et que le Graal tombe entre de mauvaises mains pour qu'une autre catastrophe comme l'incendie de Fuyuki ne se reproduit plus jamais. Shirō pensait qu innocents et se concentre sur la défaite des Servant plutôt que des Masters, croyant qu'ils seront inoffensifs une fois que leurs moyens de causer le chaos auront disparu. Il pousse souvent cet idéal à l'extrême, allant jusqu'à protéger son propre serviteur du danger ou à aider une personne qui avait déjà tenté de le tuer. L'intrigue principale de Fate/stay night se concentre autour de son idéal et des trois différentes façons dont il s'en approche.
Dans le scénario Fate et celui de l'anime, Shirō acquiert une bonne maîtrise de sa compétence de Trace, à la base de Reinforce. Il est capable de synthétiser des armes extrêmement puissantes, similaires à celles des Servants, en ne les ayant vus qu'une seule fois, voire en les imaginant complètement, parmi lesquels Excalibur, Avalon, Kanshō et Bakuya, épées courtes d'Archer. Dans cette route, il choisit de préserver son idéal.
Dans le scénario Unlimited Blade Works, Shirō devient extrêmement puissant, il vainc plusieurs Servants de ses mains, notamment grâce à une version simplifiée de la Dimension Propre d'Archer (nommé justement « Unlimited Blade Works »). Son incantation est légèrement différente de celle de celui-ci. Cette puissance lui vient d'une spécificité lui permettant de ne pas avoir à créer et à maintenir la matière mais en créant la pièce à partir de lui-même. Au cours de ce scénario, on y apprend qu'Archer n'est autre que Shirō, revenu dans le passé après un pacte échangeant la réalisation d'une partie de son idéal contre le fait de devenir un Servant. Pour cette route, il accepte son imperfection mais n'abandonne pas son idéal.
Dans le scénario Heaven's Feel, Shirō se fait greffer un des bras d'Archer (juste avant la mort de celui-ci), et parvient à recréer des armes puissantes comme Rule Breaker, la Jeweled Sword of Zelretch ou Excalibur. Dans cette route, il abandonne son idéal et veille au bonheur de Sakura.
Rin Tōsaka (遠坂 凛, Tōsaka Rin)
Voix japonaise : Kana Ueda,
Élève modèle et idole de l'école de Shirō, elle est décrite comme une tsundere,, elle parle rarement aux autres élèves et manifeste le désir de rester seule, comme en témoigne sa tendance à rester sur le toit de l'école, loin du reste des élèves. Rin Tōsaka garde secret ses talents de magicienne et une Master de la cinquième guerre du Saint-Graal. Il y a 200 ans, la famille Tōsaka, propriétaire du deuxième lieu japonais possédant le plus d'énergie spirituelle (la ville de Fuyuki), créa la guerre du Graal de Fuyuki avec l'aide des maisons Makiri et Einzbern. Son père, Tokiomi Tōsaka, lui conseilla de faire passer la magie avant sa propre vie. Pendant son enfance, Rin a été séparée de sa sœur Sakura, qui a été donnée en adoption aux Matō. Elle n'a pu bénéficier de l'entraînement habituelle de sa famille car son père a été tué durant la précédente guerre du Graal ; elle reçut ainsi la responsabilité de veiller sur la maison et continua de perfectionner sa magie avec l'aide de son gardien, Kirei Kotomine. Même si elle déteste sa charge, son esprit compétitif et fier la pousse à aller dans la voie de son destin. Bien qu'elle soit très douée, elle tenta d'appeler un Servant de classe Saber mais se retrouva avec Archer dont elle fut déçue et se dispute avec ce dernier, ils finiront toutefois par s'accorder et former un puissant binôme.
Rin est spécialisée dans la transformation d'énergie, et notamment l'accumulation de mana au sein d'objets. Pour dépasser les limitations des capacités de rétention d'énergie de son corps, elle passe beaucoup de temps à charger des joyaux, qui lui servent d'accumulateurs, prêts à être dépensés en cas de besoin. En projetant ces joyaux contre un ennemi, elle est capable de porter une attaque digne des plus puissants Servants, qu'elle utilise dans le scénario Fate pour tuer Berserker. Elle utilise également fréquemment le sort Gand, dans lequel elle concentre de l'énergie au bout de son doigt pour s'en servir comme une arme à feu, qui est suffisant pour tuer un Master ou gêner un Servant.
Dans les trois scénarios, Rin fait équipe avec Shirō, où dans tous les cas, elle participe à la guerre non pour exaucer un souhait mais dans l'unique but de gagner. Dans Fate, elle sauve Shirō, victime collatérale de son affrontement contre Lancer. Elle s'allie alors à lui, l'aidant plusieurs fois alors qu'il est au bort de la mort et ira jusqu'à sacrifier Archer en l'envoyant lutter contre Berserker. Dans Unlimited Blade Works, elle est l'héroïne du scénario et est amoureuse de Shirō ; ce dernier renoncera à une partie de son rêve pour Rin. Dans Heaven's Feel, elle obtient grâce à Shirō la Jeweled Sword of Zelretch grâce à laquelle elle parvient à vaincre Sakura Matō.
Dans Fate/hollow ataraxia, elle obtient le Kaleidostick, qui la transforme en magical girl.
Sakura Matō (間桐 桜, Matō Sakura)
Voix japonaise : Noriko Shitaya (ja),
Sakura est la sœur de Rin mais, à cause d'une tradition qui veut qu'on ne choisisse qu'un seul héritier pour les pouvoirs magiques de la famille Tōsaka, dut être adoptée par la famille Matō. Une fois là-bas, il est dit qu'elle se faisait abuser par son frère Shoji Matō, et battre par le grand-père de la famille, Zōken Matō.
Sakura est une élève de première année de lycée et la sœur de Shinji Matō. Après la mort de Kiritsugu, Sakura se rend souvent chez lui pour l'aider dans ses tâches quotidiennes. Bien que Shinji appartienne à une famille de sorciers, il affirme qu'elle n'a aucune connaissance des arts ou de l'histoire de sa famille. Sakura est en apparence timide, mais possède une grande force intérieure. Elle aime Shirō Emiya depuis longtemps. Sakura joue un rôle mineur dans les routes Fate et Unlimited Blade Works, où elle n'est qu'une simple kōhai dévouée et toujours présente pour aider Shirō. Cependant, dans la route Heaven's Feel, elle est l'héroïne principale de l'histoire et son passé y est considérablement développé.
Dans le scénario original de l'anime, Sakura est kidnappée par Caster pour servir de sacrifice afin d'invoquer le Saint-Graal, car elle possède des circuits magiques latents. Lors de la tentative de sauvetage, Rin et elle sont confirmées être des sœurs qui ont été séparées très jeunes.
Illyasviel von Einzbern (イリヤスフィール・フォン・アインツベルン, Iriyasufīru fon Aintsuberun)
Voix japonaise : Mai Kadowaki,
Jeune fille à l'apparence angélique, elle peut toutefois se montrer très cruelle. Héritière de la famille de mages Einzbern, elle est le Master de Berserker. Elle vit dans un château à la périphérie de Fuyuki et est uniquement accompagnée de son Servant et de ses deux domestiques Leysritt et Sella. Elle laisse les gens qu'elle aime bien l'appeler « Illya » (イリヤ, Iriya). Elle appelle Shirō « Grand-frère » (お兄ちゃん, Onii-chan) et s'attache rapidement à ce dernier. Elle est en vérité la fille biologique de Kiritsugu Emiya, le père adoptif de Shirō, et d'Irisviel von Einzbern, sa mère et le Saint-Graal de la précédente guerre ; ce qui fait d'elle la demi-sœur aînée de Shirō, ce qui lui cause un chagrin incroyable quand il réalise que Kiritsugu a sacrifié sa vie avec elle pour lui. Il est ainsi à l'origine d'une immense rancœur d'Illya, qui lui reproche d'être la raison pour laquelle son père n'est jamais revenu auprès d'elle, la laissant seule au monde. Après la fin de la quatrième guerre du Saint Graal, Kiritsugu a tenté à plusieurs reprises de revenir auprès d'Illya comme promis. Cependant, comme il n'a pas ramené le Saint-Graal, Jubstacheit von Einzbern lui a refusé l'accès au domaine des Einzbern. Illya a ensuite été élevée dans le but de croire que son père l'avait abandonnée, ne sachant pas qu'il voulait réellement la sauver du destin du Graal. Ainsi, il n'a jamais revu ni parlé à sa fille avant sa mort.
Le désir d'Illya d'en savoir plus sur la personne que Kiritsugu a élevée à sa place au cours de ses dernières l'a incité à observer Shirō dans certains cas ou à tenter de le prendre parfois comme un objet dans d'autres cas, pour finalement commencer à s'attacher à ce dernier après avoir appris à le connaître et qu'il la traite gentiment malgré ses précédentes tentatives de le tuer. Elle est une homunculus comme sa mère, un circuit magique devenu humain et créée dans l'unique but de servir de réceptacle du Saint-Graal dont elle est vouée à perdre ses sentiments humains petit à petit au cours de cette guerre. En portant la Dress of Heaven et avec la mort d'au moins six Servants, elle est capable d'exécuter une version limitée de la Troisième Magie, « Heaven's Feel » (天の杯, Hebunzu Fīru), l'un des cinq types de la « Véritable Magie » (魔法, Mahō) pouvant accomplir des impossibilités au-delà de la science moderne ou de la sorcellerie.

## Personnages secondaires
Kiritsugu Emiya (衛宮 切嗣, Emiya Kiritsugu)
Voix japonaise : Rikiya Koyama,
Le père adoptif de Shirō, un mage qui fut le Master de Saber lors de la quatrième guerre du Saint-Graal, dont les événements sont couverts par Fate/Zero. Au cours de sa vie, Kiritsugu s'efforce d'être un Héros de la Justice, avec l'intention d'utiliser le Saint Graal pour souhaiter la paix dans le monde. Cependant, à la fin de la quatrième guerre du Saint Graal, après s'être rendu compte que le Saint Graal était corrompu et maudit, et que le souhait qu'il accorde ne provoque que la destruction, il s'efforce de détruire le Saint Graal. Il a demandé à son Servant Saber de détruire le Graal, mais a involontairement déclenché le Graal avec de l'énergie qui en jaillit, ce qui a provoqué un énorme incendie et détruit Shinto, un quartier de la ville de Fuyuki où le Graal a été invoqué. Kiritsugu finit désenchanté lorsqu'il a provoqué l'incendie de Fuyuki avec le pouvoir du Saint-Graal. En trouvant Shirō, Kiritsugu l'a adopté et a passé les dernières années de sa vie à élever l'enfant comme son propre fils avant que son corps ne lui fasse défaut, à la suite d'une malédiction infligée par Angra Mainyu.
Kirei Kotomine (言峰 綺礼, Kotomine Kirei)
Voix japonaise : Jōji Nakata,
Un prêtre agissant en tant que surveillant prétendument impartial de la guerre du Saint-Graal conformément à un accord conclu entre l'Association des mages et l'Église. Il a servi sous les ordres du prêtre de la précédente guerre du Graal, son père Risei Kotomine, avant de prendre ses fonctions. En raison de son expérience d'assassin d'élite pour l'Église, Kirei est un expert en arts martiaux chinois dont la force meurtrière est magnifiée par sa force physique monstrueuse et ses nombreux sceaux de commandement. En tant que cerveau de la cinquième guerre du Saint Graal qui sert de lien entre les conflits de la série, est un antagoniste fondamental des trois scénarios.
Bien que possédant un fort sens moral, Kirei a découvert très tôt dans sa jeunesse qu'il ne pouvait expérimenter la joie que par la souffrance des autres. Consommé au début par le désespoir avec cette révélation, Kirei a finalement embrassé ses pulsions refoulées pour devenir un homme qui ne vit que pour le chaos et la misère. Initialement le Master d'Assassin de la quatrième guerre du Saint Graal, Kirei a secrètement assassiné son mentor, Tokiomi Tōsaka, pour obtenir Gilgamesh tout en devenant un gardien indirect de Rin. Dans le préquel de Fate/Zero, il est également révélé qu'il est responsable de l'incendie qui a tué les parents biologiques de Shirō, l'ayant indirectement souhaité de son dernier souffle après avoir été touché au cœur par un tir de Kiritsugu Emiya. Il revient immédiatement à la vie après cela et il organise quelques années plus tard la cinquième guerre du Saint Graal pour fournir au contenu maudit du Graal suffisamment d'énergie pour se déchaîner sur l'humanité.
Dans Fate, Kirei est le principal antagoniste de l'histoire mais il n'est pas au centre des préoccupations avant l'acte final. Après avoir kidnappé Illya pour l'utiliser comme réceptacle pour le contenu maudit du Graal, il prend part à un combat décisif contre Shirō qui le tue finalement en détruisant son cœur avec l'Azoth Sword. Dans Unlimited Blade Works, il joue un rôle nettement moins important étant donné que Lancer le tue bien avant l'apogée du scénario. Dans Heaven's Feel, il joue à la fois le rôle de protagoniste et l'un des principaux antagonistes de l'histoire en prolongeant la vie de Sakura Matō tout en lui facilitant la croissance en tant que Graal noir,. Après avoir manipulé Rin en lui faisant croire que Sakura était une menace existentielle qui ne peut être sauvée, Kirei a considérablement exacerbé le ressentiment de cette dernière envers sa grande sœur, jouant ainsi un rôle essentiel dans la corruption de Sakura avec Angra Mainyu. Cependant, ses plans sont déjoués lorsque Shirō et Rin parviennent à la convaincre qu'elle est vraiment aimée, lui donnant ainsi la volonté de se libérer de l'emprise de l'entité. Alors qu'Angra Mainyu, qui est pleinement développé, se prépare à entrer dans le monde, Kirei, blessé à mort, fait surface pour empêcher Shirō de se mettre en travers de son chemin. Par la suite, les deux hommes s'engagent dans un combat à mort meurtrier qui prend fin brusquement après que le cœur de Kirei ait lâché avant qu'il puisse porter un coup de grâce. Acceptant la défaite, il meurt en déclarant que Shirō était le vainqueur de la cinquième guerre du Saint Graal.
Taiga Fujimura (藤村 大河, Fujimura Taiga)
Voix japonaise : Miki Itō,
Taiga Fujimura est enseignante d'anglais à l'Académie Homurahara, l'école de Shirō, dont elle est la professeure principale de sa classe et la superviseure du club de tir à l'arc. Elle est largement appelée Tiger (タイガー, Taigā) par ses élèves, un surnom qu'elle déteste, mais Shirō l'appelle Fuji-nee (藤ねえ, litt. « Grande sœur Fuji »). Après la mort de Kiritsugu, Taiga devient la tutrice de Shirō et vit avec lui depuis plusieurs années. Taiga et Shirō sont très proches, et elle le considère comme son petit frère. Taiga est constamment montrée comme l'une des personnes les plus importantes dans la vie de Shirō et celui-ci sera vraiment en colère quand elle est menacée. Elle est également une escrimeuse qualifiée, brandissant un shinai connu sous le nom de Tora-Shinai (虎竹刀) dont il est dit avec plaisanterie qu'il a absorbé tant de soif de sang qu'il est devenu un objet maudit de haut niveau. Elle a un grand-père nommé Raiga.
Issei Ryūdō (柳洞 一成, Ryūdō Issei)
Voix japonaise : Mitsuaki Madono (ja),
Il est le président du BDE du lycée de Shirō et l'un de ses meilleurs amis. Issei demande souvent à Shirō de réparer du matériel cassé pour le BDE afin d'économiser de l'argent sur les dépenses de l'école. Issei et Shirō déjeunent souvent ensemble dans le bureau du BDE où ils parlent de ce qui leur passe par la tête. Son père est le prêtre en chef du temple Ryūdō et son frère était un camarade de classe de Taiga et Neko-san. Il n'aime pas Rin, pensant qu'elle a maudit Shirō, mais il semble être exceptionnellement à l'aise autour de Saber.
Ayako Mitsuzuri (美綴 綾子, Mitsuzuri Ayako)
Voix japonaise : Fumie Mizusawa (ja),
Elle est une excellente athlète et la capitaine du club de tir à l'arc. Ayako et Rin sont activement en compétition pour savoir qui sera la première à avoir un petit ami. Elle est une amie proche de Shirō, malgré son attitude pleine d'entrain et extravertie qui le met mal à l'aise. Elle souhaite voir Shirō sourire, quelque chose qu'elle ne l'a jamais vu faire. Elle est victime de Rider ou Caster au début de l'histoire et est ensuite retrouvée inconsciente dans une ruelle. Dans l'anime, Ayako est vue avec Shinji après sa disparition, bien que Shinji le nie à la demande de Shirō. Ayako demande souvent à Shirō de venir au dojo de tir à l'arc et de les regarder s'entraîner. Après son attaque, Ayako se remettrait à l'hôpital mais n'apparaît plus par la suite.
Shinji Matō (間桐 慎二, Matō Shinji)
Voix japonaise : Hiroshi Kamiya,
Il est le frère aîné de Sakura Matō et un ami de longue date de Shirō jusqu'à ce que Shirō découvre que Shinji bat Sakura, à ce moment-là, Shirō frappe à mort Shinji. Shinji est très populaire en tant que vice-capitaine du club de tir à l'arc, bien qu'il soit machiste et narcissique. Tout comme Rin, il appartient à une éminente lignée de sorciers japonais (bien que sa famille soit originaire de Russie), même si le sang des Matō est devenu médiocre et ne produit plus d'héritiers naturellement compétents en sorcellerie. Shinji est mal à l'aise avec les visites quotidiennes de sa sœur chez Shirō. Il est amoureux de Rin mais ses sentiments ne sont pas réciproques.
Il est un antagoniste dans les trois scénarios de Fate/stay night. Il participe à la cinquième guerre du Saint Graal en tant que Master, avec Rider comme Servant, bien qu'il ne possède pas les talents d'un Mage. Il est battu et humilié par Shirō, qui écrase presque la gorge de Shinji pour avoir utilisé l'école comme source d'énergie. Ses sceaux de commandement se trouvent sur un livre qu'il porte, révélé dans Heaven's Feel comme étant le Livre du Faux Préposé, un faux sceau de commandement créé par sa petite sœur, qui est le véritable Master de Rider. Dans Fate après que Rider ait perdu face à Saber, son livre brûle ; il s'enfuit mais se fait tuer par Berserker. Dans Unlimited Blade Works, il est un antagoniste de soutien dans la seconde moitié du scénario et se fait implanter par Gilgamesh le cœur d'Illya, la graine du Saint Graal, mais il est ensuite sauvé par Rin Tōsaka et survit finalement pour réaliser l'atrocité de ce qu'il avait fait, et commence à chercher la rédemption. Dans Heaven's Feel il est évincé en tant que faux Master alors que Rider revient à sa véritable Master, Sakura. Il est révélé dans ce scénario qu'il violait Sakura depuis de nombreuses années et lorsqu'il tentait à nouveau de violer Sakura dans une crise de jalousie démentielle, il menaçait de le dire à Shirō et se fait ensuite assassiner par cette dernière dans un élan de frayeur, qui deviendrait l'élément déclencheur de sa transformation en Dark Sakura.
Zōken Matō (間桐 臓硯, Matō Zōken)
Voix japonaise : Masane Tsukayama,
Zōken est un puissant mage ancien et le patriarche de la famille Matō. Bien qu'il soit âgé de plusieurs centaines d'années, Shinji et Sakura le considèrent comme leur grand-père. Originaire de Russie, son nom d'origine est Makiri Zolgen (マキリ・ゾォルケン, Makiri Zoruken). Il s'avère être l'un des trois premiers mages à avoir créé le système du Saint-Graal, ainsi que le concepteur des sceaux de commandement. Au cours de sa longue vie, Zōken a accumulé une énorme richesse de connaissances et d'expérience dans la magie. Cependant, son entraînement est indissociable de la torture physique et psychologique (un fait exacerbé par le sadisme de Zōken). Zōken considère son petit-fils, Shinji, comme la disgrâce d'un sorcier et estime que sa petite-fille adoptive, Sakura, a plus de potentiel que son frère. Il s'est maintenu en vie grâce à l'utilisation de Crest Worms et ne peut être tué que si le ver qu'il a planté dans le cœur de Sakura est détruit.
Il n'apparaît que dans Heaven's Feel, où il est l'antagoniste principal du scénario et joue également un rôle plus important dans le préquel, Fate/Zero. Il contrôlait à l'origine Dark Sakura, mais elle finit par se retourner contre lui et détruit son corps, le réduisant à un seul ver. Après avoir vu Illya dans sa Dress of Heaven et se rappelant pourquoi il s'est battu pour survivre si longtemps, il est parvenu à cesser de s'accrocher à la vie et de mourir en paix.
Sōichirō Kuzuki (葛木 宗一郎, Kuzuki Sōichirō)
Voix japonaise : Kazuhiro Nakata (ja),, Unshō Ishizuka, Masaki Terasoma (ja),
Il est un enseignant strict d'histoire globale et d'éthique dans la classe de Rin. Kuzuki est bien respecté par le personnel et les étudiants, mais il est généralement considéré comme austère et froid. Il est inconnu pour la plupart des gens, il est en fait un assassin hautement qualifié qui n'hésite pas à laisser sa Servant Caster, dont il est amoureux, faire ce qu'elle veut, même si les actions sont considérées comme malfaisantes. Il habite chez Issei Ryōdō depuis trois ans et est considéré par Issei comme un frère. Dans Unlimited Blade Works, il fait en sorte que Caster renforce la puissance de ses poings, ce qui lui a notamment permis de vaincre Saber au corps à corps et de tuer Rider avec aisance.
Kuzuki ne joue qu'un rôle majeur dans Unlimited Blade Works, dans laquelle il est révélé comme être le Master de Caster, avec lequel elle a passé un contrat après avoir tué son premier Master (connu sous le nom d'Atram Galiast). Après que son Servant ait été tué par la pluie d'épées d'Archer, il est vaincu en mêlée par Archer. Dans Heaven's Feel, Kuzuki n'est pas véritablement montré mais il est décrit qu'il a été tué par des moyens inconnus lors de l'attaque du temple par l'Ombre, Saber et Shirō arrivant peu après pour trouver Caster debout sous le choc en état de mort. Caster est montrée comme étant devenue folle de chagrin après sa mort et suggérant à ces derniers qu'elle aurait tout aussi bien pu le tuer de ses propres mains si cette conséquence résultait du fait qu'il était son Master. Elle est finalement tuée par Saber lors du combat qui s'ensuit. L'identité de Kuzuki en tant que Master n'est pas révélée dans Fate, bien que l'adaptation anime le dépeigne mourant aux mains de Gilgamesh.
Leysritt (リーゼリット, Rīzeritto) et Sella (セラ, Sera)
Voix japonaise : Miho Miyagawa (ja) (Leysritt), Haruhi Nanao (ja) (Sella)
Ces deux femmes sont les domestiques d'Illya, mais elles agissent en tant que sa gardienne et l'instruisent des secrets de la sorcellerie. Tout comme Illya, elles ont toutes les deux des cheveux blancs soyeux et des yeux écarlates profonds. Sella est plutôt capricieuse et manque de confiance en elle (surtout en ce qui concerne de son corps) et se méfie beaucoup de Shirō Emiya. En revanche, Leysritt est beaucoup plus décontracté et porte une certaine affection pour Shirō car sa présence rend Illya heureuse. Leysritt est habile au combat, en particulier avec les hallebardes, et elle est prête à se sacrifier pour manifester la Dress of Heaven, un artefact de la famille Einzbern disposant de fonctions limitées de la « Véritable Magie » (魔法, Mahō), avec lequel des miracles peuvent être accomplis allant au-delà de la science moderne ou sorcellerie.

## Servants
Saber (セイバー, Seiba)
Voix japonaise : Ayako Kawasumi,
Saber est la Servant de Shirō. C'est une jeune femme, épéiste de très haut niveau, très loyale, peu loquace mais indépendante d'esprit. D'apparence froide mais visiblement pas de glace intérieurement, elle considère le comportement presque suicidaire et tout à la fois trop défensif de Shirō comme nuisible à la bonne réussite de leur but commun (bien qu'à des fins différentes), l'obtention du Graal.
Saber se considère comme le bras armé de Shirō, mais à son grand mécontentement, celui-ci ne veut pas préserver sa vie et l'empêche toujours de remplir ce qu'elle estime être son rôle. De plus, celui-ci souhaite surtout empêcher toutes victimes, ce qui entraîne une position très attentiste de sa part; il ne lance pas d'attaques contre les autres maîtres. Au contraire, il tend à s'en faire des alliés, ce qui, dans l'optique de remporter le Graal, et donc être le dernier, pose quelques problèmes. De fait, Saber va jusqu'à désobéir à Shirō en attaquant le temple de sa propre volonté, puis en tentant de tuer un ennemi, Shirō utilisant alors à sa plus grande surprise l'un de ses sceaux de commandement.
Celle-ci semble toutefois se laisser séduire par Shirō, première personne à la considérer comme femme. À contrario, elle repousse violemment Gilgamesh.
Saber, possesseur d'Excalibur et d'Avalon, n'est autre qu'Arturia Pendragon, autrement connue sous le nom du Roi Arthur ou le Roi des chevaliers (en cachant son genre). Sélectionnée pour avoir arraché l'épée de la pierre, elle se dévoua à son peuple et combattit pour lui autant qu'elle put. Mais son peuple ne la voyant pas vieillir (du fait d'Avalon) et la voyant toujours de marbre (pour se protéger) considéra qu'elle ne pouvait pas les comprendre et son fils, Mordred, lui déroba Avalon avant la bataille de Camlann. Persuadée d'avoir été un mauvais roi, elle souhaita qu'un autre roi ait été choisi à l'époque de la sélection, mourut en demandant à Bédivère de jeter Excalibur dans un lac. Elle désire donc le Graal pour revenir en arrière, au moment de la sélection, et que celle-ci se passe autrement. Toutefois, Shirō, dans Fate, parvient à lui faire comprendre qu'il ne faut pas regarder en arrière, que cela a servi de force pour le présent, qu'il ne faut rien regretter et qu'il faut penser à demain.
Son Noble Phantasm est le « Invisible Air: La Barrière du Roi du Vent » (風王結界, Inbijiburu Ea), une épée dont la lame est rendue invisible par de l'air comprimé qui y tourne autour. Bien qu'il soit assez utile en combat, le but premier de cette barrière est de protéger l'identité de Saber, car son véritable Noble Phantasm est aisément reconnaissable. Lorsque la voile d'air est retirée, elle révèle « Excalibur: L'Épée de la Victoire Promise » (約束された勝利の剣, Ekusukaribā), une épée céleste former à partir des souhaits collectifs de l'humanité qui est capable de projeter un faisceau d'énergie très puissant. Elle possédait autrefois « Avalon: l'Utopie Lointaine » (全て遠き理想郷, Avaron), qui lui a été dérobé ; il s'agissait du fourreau d'Excalibur qui permet à son porteur de le guérir de n'importe quelle blessure et maladie.
Dans la route Fate, Saber détruit le Saint Graal avec Excalibur et, après avoir accepté les sentiments de Shirō et avoué ses propres sentiments, elle est renvoyée à son époque et meurt. Une fin supplémentaire a été ajoutée dans [Réalta Nua] dans laquelle Shirō et Saber se réunissent après leur décès. Après avoir accepté sa propre identité et meurt, Saber renonce à devenir un Esprit Héroïque pour pouvoir attendre Shirō à Avalon, la terre mystique où seuls les véritables héros peuvent résider. Après avoir attendue pendant de nombreuses vies pour que Shirō obtienne le droit de monter à Avalon, ils sont enfin réunis pour toujours. Dans Unlimited Blade Works, après avoir vaincu Assassin, Saber détruit le Saint Graal avec Excalibur avec l'aide d'Archer. Dans la Bonne Fin de ce scénario, Saber vit comme l'un des familiers de Rin avec Shirō dans une relation polyamoureuse avec les deux. Si l'on a amassé beaucoup de points d'affection avec Rin (dans le jeu), on atteint la Vraie Fin dans laquelle Saber disparaît après avoir détruit le Saint Graal. Dans Heaven's Feel, Saber est consumée par le Saint Graal lors d'une bataille avec True Assassin et devient une version plus forte et corrompue d'elle-même, connue sous le nom de « Saber Alter », et une Servant sous Sakura Matō, l'héroïne de cette route. Quelle que soit la fin, Normale ou Vraie, Sakura ordonne à Saber de tuer Shirō et Rider. Cependant, le duo parvient à vaincre Saber, Shirō tuant son ancienne camarade.
Archer (アーチャー, Āchā)
Voix japonaise : Junichi Suwabe,
Archer est à la fois le Servant protagoniste et l'antagoniste secondaire du scénario Unlimited Blade Works. Archer est le Servant partiellement amnésique de Rin Tōsaka. Il est sarcastique et cynique, considérant la mentalité de Shirō de « vouloir sauver tout le monde » comme naïve et impossible. Archer est en réalité Shirō Emiya, issu d'un des mondes futurs possibles. Il est en définitive le vainqueur de la cinquième Guerre du Saint Graal dans son monde et a abandonné son humanité pour devenir l'incarnation vivante de la « Justice », il est redouté de tous en raison de son obsession malsaine pour la justice qui l'a conduit à tuer toutes les « mauvaises » personnes indépendamment de leur situation ou de ce qui peut résulter de leur décès. De plus, il n'a jamais demandé de récompenses pour aider les autres, ce qui a provoqué une méfiance généralisée, alors que les personnes qu'il a sauvées ont commencé à penser qu'il avait une sorte d'arrière-motif. Il a finalement été accusé de déclencher une guerre par un groupe inconnu et a été exécuté par un public craintif, acte pour lequel il ne les a pas tenus pour responsables. Contrairement aux autres Servants, Archer est un « Counter Guardian », un être qui existe en dehors du temps et de l'espace dans le but d'arrêter tout événement susceptible de provoquer l'extinction de l'humanité en tuant toutes les personnes impliquées. Cette vie de meurtres sans fin rendait Archer fou de chagrin et il cherchait à mettre fin à son existence éternelle et à retourner au néant. Le bijou qu'il possède est le catalyseur utilisé pour son invocation plutôt que celui que Rin possède encore au moment de son appel. Archer est plutôt un cas où il détient un catalyseur avec une connexion à son invocateur.
Archer est un mage avant d'être un archer. Il a poussé les bases de la magie à leur paroxysme pour les employer au combat, en créant pour lui-même un ensemble de compétences réduit mais fiable. Bien que Projection ne soit normalement pas en mesure de créer des artefacts durables ou puissants, l'approche unique d'Archer à cet art lui permet de réaliser des copies extrêmement puissantes et précises des images enregistrées dans son esprit. Il est capable d'enregistrer instantanément toutes les informations et propriétés d'une arme, et il peut lire l'historique de l'arme pour utiliser toutes les compétences associées, même si le rang de l'arme est abaissé de un. En outre, avec l'utilisation d'Alteration, il peut modifier une arme pour lui conférer des propriétés spéciales telles que la confection de Broken Phantasms qui sont des Noble Phantasms surchargés en énergie magique, augmentant ainsi de façon exponentielle son pouvoir d'attaque, au prix de sa destruction après usage. Toutes ses capacités de Projection proviennent de sa Dimension Propre (固有結界, Koyū kekkai, en anglais : Reality Marble), « Unlimited Blade Works: Création infinie d'épées » (無限の剣製, Anrimiteddo Bureido Wākusu), qui fonctionne de la même manière que celle de Shirō, mais se manifeste plutôt comme un désert jonché d'épées avec des engrenages noirs monolithes tournant dans un ciel rempli de smog. Il est également compétent dans les domaines de l'Alteration et du Tracing : Reinforcement ; l'art de renforcer temporairement la construction d'objets par la compréhension de leur nature et la perfection des défauts dans leur structure. Cela se fait en améliorant les propriétés fondamentales de la cible, telles que la résistance d'une armure ou la netteté d'une lame. Archer emploie cette méthode sur lui-même pour améliorer ses performances physiques, en particulier visuelles, en lui donnant une vision si précise qu'il approche d'une forme de clairvoyance limitée lui permettant de tirer avec précision sur des cibles se déplaçant à grande vitesse jusqu'à 4 kilomètres au loin.
Dans le scénario Fate, il est vaincu par Berserker tout en laissant le temps à Rin, Shirō et Saber de s'échapper, mais pas avant de lui ôter presque la moitié de ses vies et de gagner ainsi le respect du héros légendaire. Dans Unlimited Blade Works, il devient le principal antagoniste après la mort de Caster, cherchant à tuer Shirō pour l'empêcher de devenir comme lui et mettant fin à sa propre existence en tant que Contre-Gardien. Il est vaincu par Shirō, mais survit assez longtemps pour porter le coup de grâce à Gilgamesh et sauver Rin et Shinji du canal de naissance du Graal. Avant de disparaître à la fin du scénario, il demande à Rin de ne jamais quitter Shirō. Dans Heaven's Feel, Archer abandonne son désir de tuer Shirō lorsqu'il découvre ce qui a contaminé le Graal et parce que Shirō avait déjà rejeté ses idéaux pour sauver la vie de Sakura. Archer est mortellement blessé dans un combat contre True Assassin, Saber Alter et l'Ombre, mais il survit assez longtemps pour que Kirei Kotomine greffe chirurgicalement son bras gauche sur Shirō, qui a perdu son bras lors de ce même combat.
Rider (ライダー, Raidā)
Voix japonaise : Yū Asakawa,
Rider est la Servant protagoniste du scénario Heaven's Feel. Rider est la Servant de Shinji, rencontrée pour la première fois à l'Académie Homurahara alors qu'elle était en reconnaissance. Sa véritable identité est Méduse, la sorcière-Gorgone de la légende dont on se souvient comme l'une de ses monstres infâmes. Rider est silencieuse, sensuelle, et toujours sur le qui-vive, n'hésitant jamais à servir de bouclier à son Master. Pour compenser ses faibles capacités physiques, Rider emploie diverses tactiques de « guérilla » et tire toujours avantage du terrain environnant. Étant donné que Shinji est incapable de l'alimenter en Mana, elle est forcée d'employer des solutions alternatives pour augmenter ses pouvoirs telles que mettre en place des sceaux magiques partout dans le lycée de Shirō qui, une fois activés, drainent la vie de toute créature vivante qui y serait à l'intérieur pour ensuite être absorbé sous forme de Mana ; il s'agit en fait de l'un de ses Noble Phantasms, « Blood Fort Andromeda: Sceau extérieur, le Temple du Sang frais » (他者封印・鮮血神殿, Buraddo Fōto Andoromeda). Son arme de prédilection consiste en une paire de longs poignards en forme de clou attachés aux extrémités par une chaîne, lui permettant ainsi d'attaquer son adversaire à distance. Son principal Noble Phantasm offensif est « Bellérophon: La Bride de la Chevalerie » (騎兵の手綱, Berurefōn), un ensemble composé d'un harnais et d'une selle dorée utilisable uniquement lorsque Rider monte le mythique cheval ailé Pégase qu'elle invoque en se tranchant le cou avec l'un de ses poignards, et cela pousse Pégase dans une furie meurtrière, transformant sa charge en une énergie capable de provoquer une destruction massive, en générant des ondes de chocs pouvant raser des bâtiments et lacérer le corps des êtres vivants. Dans les trois scénarios de Fate/stay night, elle porte un bandeau pour les yeux, qui est en réalité un autre Noble Phantasm, le « Breaker Gorgon: Sceau intérieur, le Temple des Ténèbres » (自己封印・暗黒神殿, Burēkā Gorugōn), qui scelle ses puissants yeux mystiques, « Cybèle » (キュベレイ, Kyuberei), des « Yeux mystiques de pétrification » (石化の魔眼, Sekika no magan) capables de paralyser tout être plus faible qui la regarde, transformant instantanément tout être dont le mana est classé inférieur à B en pierre, avec un mana classé B plus lentement et dans le cas d'un être avec un mana supérieur, dont Saber, il subit une baisse de ses caractéristiques. Cependant, dans Fate/hollow ataraxia et la Vraie Fin de Heaven's Feel, on la voit porter des lunettes qui remplacent ce bandeau.
Rider est initialement une antagoniste aux côtés de Shinji et est finalement vaincue par Saber. Dans l'adaptation manga de Fate/stay night, Rider survit grâce à Sakura qui a utilisé son dernier sort de commandement, ordonnant à Rider de sauver Shinji de la mort et lui donnant juste assez de force pour répondre à la demande de son Master et vivre assez longtemps pour faire ses adieux ultimes aux Matō avant de succomber à ses blessures et de disparaître. Dans la voie d'Unlimited Blade Works, le rôle de Rider est beaucoup plus bref car elle n'attaque Shirō qu'une seule fois avant d'être plus tard tuée par le Master de Caster.
Cependant, dans Heaven's Feel, le rôle de Rider est considérablement élargi car elle est devenue la Servant principale du scénario et sa véritable identité a été révélée. Sakura y est montrée comme la véritable Master de Rider et, après la perte de contrôle de Shinji sur cette dernière et de sa mort éventuelle, Rider cherche à protéger Sakura en dépit de ses actes meurtriers dus au partage d'affinités avec elle, toutes les deux sont devenues des monstres par inadvertance en raison des circonstances que leur vie leur a imposées. Sous les ordres de Sakura, ses statistiques et son aptitude au combat s'améliorent, similaires à Saber sous un Maître différent que Shirō. Après que Shirō ait rompu son alliance avec Rin afin de protéger la vie de Sakura, Rider remplace efficacement son Servant Saber qu'il a perdu et sert de gardienne de la famille Emiya, sauvant plus tard Rin et Shirō de l'Ombre avec Illya après qu'Archer soit mortellement blessé pour les défendre. Vers la fin de l'histoire, Shirō devient finalement le Master provisoire de Rider et leurs efforts combinés permettent de vaincre Saber Alter (la forme corrompue du Servant originel et amie de Shirō, Saber) et de sauver Sakura. Rider transporte ensuite une Sakura inconsciente et une Rin gravement blessée pendant que Shirō assure la destruction du Saint-Graal. Bien que son destin ultime dans la Fin Normale ne soit pas connu, la Vrai Fin dépeint Rider comme survivante de la guerre et pouvant rester dans le monde sans le Graal grâce aux énormes réserves de mana de Sakura, vivant paisiblement avec Shirō et Sakura. Il est également révélé que Rider avait des sentiments latents pour Shirō, étant le premier homme à l'avoir traitée avec gentillesse.
Lancer (ランサー, Ransā)
Voix japonaise : Nobutoshi Kanna,
Le premier Servant hostile à apparaître dans l'histoire. Sa véritable identité est Cú Chulainn, « l'Enfant de la lumière » (光の御子, Hikari no miko) d'Irlande et l'un de ses héros les plus célèbres. Il a une attitude enjouée et adopte une approche insouciante de la vie, mais il peut rapidement se déchaîner lors d'un combat animé. Son Noble Phantasm est le Gáe Bolg et dont l'une des attaques les plus puissantes est le « Gáe Bolg: La Lance acérée qui perce à mort » (刺し穿つ死棘の槍, Gei Boruku) qui, lorsqu'il est activé, inverse les lois de causalité, ce qui signifie que le fait que le prochain coup frappe le cœur de l'adversaire devient inévitable, même avant que la lance ne soit lancée. Cela rend sa prochaine frappe complètement inévitable et fatale, outrepassant toute protection physique et magique, pliant à des angles impossibles et autour d'obstacles. La seule façon de survivre à cette technique est de faire preuve de beaucoup de chance pour que la lance frappe à un endroit autre que le cœur, car il est impossible d'éviter le coup. Il utilise également « Gáe Bolg: L'Envol de la lance qui frappe à mort » (突き穿つ死翔の槍, Gei Boruku), qui maximise les véritables capacités de Gáe Bolg en tant qu'arme de jet.
Dans Fate, bien que ma mort n'est pas montré, il est expliqué d'une manière implicite qu'il a été vaincu par Gilgamesh tout en laissant le temps à Shirō et à Rin de s'échapper, trahissant Kirei car il ne supportait plus les actions du prêtre. Sa mort est dépeinte dans l'adaptation anime de Studio Deen comme étant le résultat de l'attaque de Gilgamesh transperçant son cœur avec Caladbolg. Dans Unlimited Blade Works, il propose de devenir temporairement allié avec Shirō et Rin après que Caster s'empare de Saber et qu'Archer trahit Rin qui a rejoint le camp de Caster, devenant le Servant subsidiaire du duo. Lancer découvre plus tard qu'il s'agissait d'une manigance de Kirei lorsque ce dernier explique qu'il a manipulé les événements à son avantage dans le but d'utiliser Rin comme vaisseau pour le Saint-Graal. Il refuse l'ordre de Kirei de tuer Rin et s'effondre après une blessure mortelle après avoir été condamné à se suicider par le biais d'un Sort de Commandement, mais pas avant d'avoir tué Kirei et poignardé Shinji Matō. Il met ensuite le feu au château d'Einzbern avec magie avant de disparaître. Dans Heaven's Feel, le rôle de Lancer est considérablement réduit car il meurt prématurément en se faisant tué par le Noble Phantasm de True Assassin, Zabâniya, alors qu'il est distrait par l'apparition de l'Ombre, ce dernier dévorant son corps tandis que True Assassin mange le cœur de Lancer pour absorber certaines de ses compétences et augmenter sa propre conscience mentale.
Berserker (バーサーカー, Bāsākā)
Voix japonaise : Tadahisa Saizen (ja),
Berserker est le Servant d'Illya qui apparaît sous la forme d'un géant à la peau d'adamantin et à la musculature imposante. Sa véritable identité est Héraclès, héros légendaire et demi-dieu de la mythologie grecque et fils du dieu suprême de l'Olympe, Zeus. Il utilise une gigantesque épée-hache, et les contrecoups de ses balancements sont capables de causer de très importants dégâts. En tant que Berserker, les mots « raison » et « réflexion » sont rayés de son vocabulaire, il agit de manière instinctive et bestiale. Les Berserkers sont réputés pour appartenir à la plus « puissante » classe de Servant, bien qu'ils soient difficiles à contrôler et qu'ils aient tendance à se retourner contre leur Master. Illya semble également avoir quelques difficultés à le contrôler.
Son Noble Phantasm se nomme « God Hand: Les Douze Travaux » (十二の試練, Goddo Hando) qui lui accorde une résurrection automatique, jusqu'à 11 résurrections, signifiant que le Berserker doit être tué 12 fois pour être éliminé, une vie pour chacun des douze travaux d'Hercule. Berserker possède également un autre Noble Phantasm appelé « Nine Lives: Les Tirs sur les cent têtes » (射殺す百頭, Nain Raibuzu), qui tire son nom de l'ensemble légendaire composé de l'arc et des flèches utilisé par Héraclès pour abattre l'Hydre à neuf têtes. Shirō l'utilise dans Heaven's Feel, projetant l'épée-hache de Berserker contre Dark Berserker pour lui ôter toutes ses vies restantes en un seul coup dans une technique modifiée appelée « Nine Lives Blade Works: Les Tirs sur les cent têtes » (是・射殺す百頭, Nain Raibuzu Bureido Wākusu).
Dans le scénario Fate, les compétences d'Archer ne parviennent qu'à lui retirer près de la moitié de ses vies même avec la collection d'armes impressionnante de ce dernier pour vaincre le géant, et la plus puissante et unique attaque de Rin n'arrive qu'à l'abattre une seule fois. Cependant, Shirō et Saber exécutent une attaque spéciale conjointe avec un Caliburn tracé, le Noble Phantasm perdu de Saber, et éliminent le reste de ses vies en un coup. Dans Unlimited Blade Works, Archer et Saber emportent une des vies de Berserker au début de l'histoire lors d'un combat initial avec le Servant, et les onze autres sont achevées par le Noble Phantasm de Gilgamesh, Gate of Babylon, avec le Roi des héros entravant ses mouvements avec ses chaînes divines et le bombardant d'armes, bien que le géant se libère dans un dernier élan avant d'être finalement tué. Dans Heaven's Feel, Berserker est vaincu par Saber Alter (la forme corrompue de Saber) puis est consommé par Angra Mainyu et renaît en tant que Dark Berserker. Il est plus tard tué par Shirō.
Caster (キャスター, Kyasutā)
Voix japonaise : Atsuko Tanaka,
Elle est une invitée d'honneur de la famille Ryūdō, autorisée à vivre dans leur temple jusqu'à la fin des préparatifs de son mariage. Sa véritable identité est Médée, la princesse déshonorée de Colchide qui a été qualifiée de sorcière à la suite d'actes indépendants de sa volonté. Elle est considérée comme une femme magnifique, talentueuse et mystérieuse de haute stature, sa présence a attiré l'attention des prêtres stagiaires et même d'Issei. Contrairement aux autres serviteurs, elle ne manie pas d'arme pour le combat physique, mais son rang lui permet de manipuler le mana et d'utiliser de la magie comme un sorcier, ce que les autres Servants ne peuvent pas faire. Ses capacités magiques dépassent de loin les mages modernes, grâce à sa technique « High-Speed Divine Words » (高速神言, Kōsoku shingon), qui lui permet de lancer des sorts qui prendraient normalement plusieurs minutes à être lancés en ne prononçant qu'un seul mot. Dans Unlimited Blade Works, elle bloque facilement les tirs de Gandr de Rin et peut se téléporter avec son Master hors de danger. En raison de son aptitude de mage, elle a un double rôle en tant que Servant de Kuzuki et en tant que Master d'Assassin. Son Noble Phantasm est « Rule Breaker: Destructeur de tous les Talismans » (破戒すべき全ての符, Rūru Bureikā), une faible dague dont la seule utilité est de dissiper toutes les formes de magie avec lesquelles elle entre en contact, pouvant même rompre le lien entre un Master et son Servant. Elle possède également un Noble Phantasm appelé « Argon Coin: La Toison d'or » (金羊の皮, Arugon Koin), un manteau de toison d'or capable d'invoquer le dragon de Colchide originel qui le gardait après l'avoir jeté à terre ; cependant, Caster n'a pas la capacité nécessaire pour invoquer une bête fantasmatique, il reste donc inutilisé pendant la cinquième guerre du Saint Graal, et même si elle possédait les compétences nécessaires pour invoquer le dragon, elle ne serait peut-être plus la Servant le plus faible mais resterait dans la moyenne parmi les Servants de la cinquième guerre en termes de capacité de combat frontal car le dragon en lui-même n'est pas assez fort pour pouvoir se différencier contre des adversaires de haut niveau.
Durant la cinquième guerre du Saint Graal, elle tue son Master d'origine, Atram Galiast, peu de temps après son invocation avant d'être reprise par son Master actuel Sōichirō Kuzuki au temple Ryūdō. Caster est rapidement tombé amoureux de Sōichirō, car il a été le premier à montrer sa gentillesse, son dévouement et sa loyauté. Son objectif principal, qui était d'obtenir le Saint Graal pour elle-même, consistait simplement à préserver leur peu de temps ensemble. Pour parvenir à cette fin, elle prend les âmes des autres êtres afin de subvenir à ses besoins et de renforcer son pouvoir de défense, Kuzuki étant incapable de lui fournir du mana.
Dans le scénario original de l'anime, elle kidnappe Sakura en possédant son corps et en poignardant Saber avec Rule Breaker, mais, en raison de la forte résistance magique de Saber, elle n'a pu que supprimer la capacité de Saber à utiliser son Noble Phantasm. Elle essaie ensuite de sacrifier Sakura, qui possède des compétences de mages latentes, pour invoquer directement le Saint Graal. Elle est ensuite vaincue par Gate of Babylon de Gilgamesh dans sa ville souterraine. Dans Fate, elle est également défaite par Gate of Babylon de Gilgamesh alors qu'elle tente d'attaquer la maison de Shirō. Dans Unlimited Blade Works, elle est le principal antagoniste du premier tiers du scénario. Elle poignarde personnellement Saber avec Rule Breaker, qui devient sa Servant pour un court laps de temps, mais elle est plus tard trahie et vaincue par Archer, qui la bombarde d'une pluie de Noble Phantasms issu d'Unlimited Blade Works. Dans Heaven's Feel, elle est tuée très tôt par Saber après avoir perdu Assassin et Kuzuki lors d'une attaque de l'Ombre, mais Zōken Matō utilise l'un de ses vers familiers pour maintenir son corps comme une marionnette pendant une brève période avant qu'elle ne soit tuée pour de bon par Saber. Dans l'adaptation anime, elle est tuée par True Assassin après qu'elle l'ait libérée de son emprise (car il a été invoqué avec le corps d'Assassin) avec Rule Breaker pensant pouvoir sauver Kuzuki, qui est grièvement blessé.
Assassin (アサシン, Asashin)
Voix japonaise : Shin'ichirō Miki,
Un Servant solitaire, vêtu d'un hakama japonais traditionnel et d'un kimono avec un haori indigo. Il prétend initialement être Sasaki Kojirō, mais il s'agit en réalité d'un samouraï sans nom « qui a falsifié son passé et qui est un maître épéiste uniquement dans les mémoires des gens »,. Caster l'a invoqué pour servir de gardien de la porte principale du temple Ryūdō. En tant que Servant irrégulier, Assassin dépend entièrement de Caster pour son mana et ne peut pas se déplacer librement au-delà du temple de Ryūdō. De plus, il lui manque la plupart des paramètres et capacités habituels accordés à sa classe. En raison de son statut limité, Assassin ne cherche qu'à profiter d'un combat à l'épée décent. Son coup spécial est l'« Arcane, Tsubamegaeshi » (秘剣・燕返し, Hiken, Tsubamegaeshi), une attaque imparable qui frappe simultanément de trois directions, atteignant des dimensions parallèles. C'est une technique d'épée du plus haut degré de maîtrise qui ne nécessite aucun mana en dehors de celui nécessaire au déplacement d'Assassin et qui, de ce fait, est incroyablement efficace. C'est un coup fatal, bien que dans un sens différent de Gáe Bolg ; son seul défaut est qu'il ne peut être exécuté qu'avec une fondation de niveau et suffisamment d'espace pour l'effectuer sinon, seules deux frappes simultanées sont possibles. Dans Fate/hollow ataraxia, il est décrit comme ayant été tué par Gilgamesh. Dans Unlimited Blade Works, il fait face à Saber une fois après avoir laissé passer Shirō et Archer afin qu'ils gênent Caster, laissant ensuite Saber partir avec son Master après que Shirō soit blessé par Archer en signe de respect pour ses capacités et son désir de défendre son camarade. Il est finalement vaincu par Saber lors de la dernière nuit de la guerre du Saint-Graal. Dans Heaven's Feel, la chair d'Assassin sert de catalyseur pour Zōken Matō à l'invocation de True Assassin, ce dernier surgissant de l'intérieur de son corps.
True Assassin (真アサシン, Shin Asashin)
Voix japonaise : Tetsu Inada
True Assassin est un antagoniste dans Heaven's Feel. Un Servant exceptionnellement dangereux en raison de sa capacité à attaquer en dehors des combats, bien qu'il soit significativement plus faible que la plupart des Servants lors d'une confrontation directe. Il a une apparence limitée dans Fate/stay night et Fate/hollow ataraxia. L'identité de True Assassin est celle du légendaire « Vieux de la Montagne » perse, Hassan ibn al-Sabbah, le chef d'Al-Assassīn, mais il déclare plus tard que le nom de Hassan a été transmis à travers les nombreuses générations de dirigeants de la secte et qu'il n'était pas lui-même le Vieux de la Montagne originel, ni probablement le dernier. Son Noble Phantasm est « Zabâniya: Les Battements de cœur illusoires » (妄想心音, Zabānīya), un long bras droit satanique qui remplace le cœur de la cible qu'il touche par une copie servant de substitut, qui peut ensuite être écrasé et détruire le vrai cœur. Ce bras appartenait autrefois à un démon avec lequel True Assassin avait passé un pacte, sacrifiant son propre bras en échange de celui du démon, et de la technique qui lui donnait finalement le droit de revendiquer le titre de Vieux de la Montagne. Il est le Servant de Zōken Matō et n'apparaît que dans Heaven's Feel, jaillissant de la chair d'Assassin lorsque Zōken utilise le Servant pour servir de catalyseur à l'invocation et dont le reste du corps est dévoré par l'Ombre. Il aide par la suite l'Ombre à corrompre Saber qui deviendra Saber Alter ; il tente de tuer Shirō juste après, mais il est battu par Rider, qui se présente pour défendre Shirō à la demande de son véritable Master, qui est plus tard révélé être Sakura Matō. Il se bat ensuite contre Kirei Kotomine qui le vainc lorsqu'il tente de capturer Illyasviel, mais il réussit à survivre à cette défaite, avant d'être anéanti par l'Ombre de Sakura quand elle se retourne contre Zōken pour se venger de ses années de torture.
Gilgamesh (ギルガメッシュ, Girugamesshu)
Voix japonaise : Tomokazu Seki,
Gilgamesh était à l'origine un Archer de la quatrième guerre du Saint Graal au service de Tokiomi Tōsaka, avant d'organiser la mort de ce dernier avec son nouveau partenaire Kotomine vers la fin de la guerre. À la suite de l'incendie de Fuyuki, Gilgamesh acquiert une forme physique grâce au Saint Graal et au contact avec Angra Mainyu et passe les dix prochaines années à se cacher et à se nourrir l'énergie d'orphelins à moitié morts. Lors de la cinquième guerre du Saint-Graal, Gilgamesh refait surface et manifeste un désir avide mais non partagé de Saber et la désire aussi longtemps qu'elle le niera. Il est unique dans le sens où il possède un très grand nombre de Nobles Phantasms, mais seulement trois lui sont uniques, le premier est « Gate of Babylon: Le Trésor du Roi » (王の財宝, Gēto Obu Babiron), qui désigne à la fois l'épée en forme de clé qui ouvre un portail vers une chambre mystique contenant les Nobles Phantasms et ce même portail ; le second est « Enkidu: Les Chaînes des Cieux » (天の鎖, Erukidu), un ensemble de chaînes quasi incassables pour entraver une cible dont plus l'héritage de la cible est divin plus les chaînes se renforcent et se resserrent, et le dernier est « Ea: L'Épée de rupture » (乖離剣), une épée bordée d'or avec une lame noire cylindrique ressemblant à une perceuse constituée de trois cylindres rotatifs pouvant générer une attaque appelée « Enuma Elish: L'Étoile de la Création qui sépare les Cieux et la Terre » (天地乖離す開闢の星, Enuma Erishu), qui est capable de séparer l'espace et le temps, et pouvant même submerger l'Excalibur de Saber avec aisance. Il peut également retirer un par un les armes ou les épées qu'il possède à l'intérieur de son portail pour un combat rapproché, ou les tirer en dehors des portails comme des projectiles. Cette méthode d'attaque l'a rendu approprié pour la classe Archer. Il bat ainsi facilement Caster quand il se fait connaître de Shirō et des autres dans le scénario Fate. Saber a d'abord déclaré que Gilgamesh l'avait vaincue pour expliquer son existence au cours de la cinquième guerre du Saint-Graal, mais il a précisé par la suite que c'est elle et Kiritsugu Emiya qui avaient remporté la quatrième guerre du Saint-Graal. Il est par la suite révélé qu'il avait été éclaboussé à l'époque par la boue du Saint-Graal, transformant son corps en un corps de chair et de sangs, lui permettant ainsi de survivre sans source de mana et tout en le rendant plus destructeur et impulsif,.
Gilgamesh joue le rôle d'antagoniste principal dans les deux premiers scénarios, alors qu'il ne joue qu'un rôle mineur dans le troisième. Dans Fate, il est tué par Saber sur le terrain du temple Ryūdō. Dans Unlimited Blade Works, il envisage de créer un deuxième Uruk en utilisant Angra Mainyu pour purger la plus grande partie de la population humaine mondiale, ne laissant que ceux qui ont la force et la volonté de survivre en tant que citoyens potentiels de son nouveau royaume. Son arrogance l'amène à être vaincu par Shirō (qui devient la première personne depuis Enkidu que Gilgamesh est forcé de reconnaître comme étant forte), après quoi il est entraîné dans le Saint Graal mourant au moment où Shirō est sur le point de porter un coup fatal. Il est ensuite tué par une dague tirée par Archer alors qu'il tentait d'utiliser Shirō pour s'extraire du Saint Graal, il finit par y replonger et s'y dissoudre. Dans Heaven's Feel, il tente de tuer Sakura mais il est détruit par l'Ombre.

### Annotations
1. ↑  Pour les adaptations de Studio DEEN, de Fate/tiger colosseum et de Carnival Phantasm.
2. ↑  Pour Fate/unlimited codes et Fate/tiger colosseum Upper.
3. ↑  Pour les adaptations d'ufotable et la version PS Vita de Fate/hollow ataraxia.
4. ↑  Berserker est interprété par Tadahisa Saizen pour les adaptations de Studio DEEN et la version [Réalta Nua], tandis que pour la version PC et des adaptations d'ufotable se sont des effets sonores.

### Sources
1. 1 2 3 4 5 6 7 8 9 10 11 12 13 14 15 16 17 18 19 20  (ja) « STAFF/CAST », sur nbcuni.co.jp (consulté le 26 octobre 2019)
2. 1 2 3 4 5 6 7 8 9 10 11 12 13 14 15 16 17 18 19 20 21 22  (ja) « STAFF/CAST : CAST », sur fate-sn.com (consulté le 26 octobre 2019)
3. ↑  (en) Jun Kuga, « The Fandom Debate – Episode 4: The Most Well-Balanced Tsundere », sur Crunchyroll, 6 septembre 2014 (consulté le 26 octobre 2019)
4. ↑  (en) Scott Green, « "Fate/stay night" Tsundere Gem Rin Tohsaka Shines In New Scale Figure : Good Smile Company to distribute SOUYOKUSHA figure », sur Crunchyroll, 13 juillet 2017 (consulté le 26 octobre 2019)
5. ↑  Épisode Le Premier Jour, premier épisode de la série Fate/stay night.
6. ↑  (ja) TYPE-MOON, Fate/complete material II : Character material., TECHGIAN STYLE, 2010, 256 p. (ISBN 978-4-04-726680-3), p.066-069 奈須 きのこ&武内崇 • キャラクター別対談
7. ↑  (ja) TYPE-MOON. Fate/stay night: Heaven's Feel - DAY 9 - RAIN : Set position / Rain : « Rin Tōsaka: 「で、桜は？アンタがそこまでしたって事は――――」 / Kirei Kotomine: 「一命は取り留めたが、その場数ぎにすぎん。大部分の刻印虫は取り除けたが、深く蝕んでいるモノの出は不可能だ。あそこまで神経に食い込んでしまっては取り除きようがない。心臓を引き抜けば全ての刻印虫を摘出できるが、それては間桐桜本人も死んでしまう」「私に出来だ事は神経と同化していない刻印虫を取り除き痛みを和らげ、臓硯からの圧功を弱めてやる事だけだった。今夜死ぬべき定めの者を、気れて延命させたにすぎん。それも、神経に根いた虫が動き出せば無駄骨になるがな」 »
8. ↑  (ja) TYPE-MOON. Fate/stay night: Heaven's Feel - DAY 14 - servant eater : What is hidden in the Holy Grail
9. ↑  (ja) TYPE-MOON. Fate/stay night: Heaven's Feel - Day 15 - limited : interlude 15-4: Death of a saint : « Kirei Kotomine: 「――――何を言う。隠す必要などないぞ、間桐桜」Sakura Matō: 「え――――なにを、ですか」Kirei Kotomine: 「隠す必要などない、と言った。おまえは別人格などではない。泥に呑まれ、暴力に酔うおまえもまた間桐桜だ。異なる人格を用意し、間桐桜は悪くない、などと言い訳をする必要はない」Sakura Matō: 「なにを――――貴方が、貴方がわたしをこうしたクセに……！」Kirei Kotomine: 「否定はせん。私がおまえを生かしたのはアレのマスターを続けさせる為だ。その期待に応え、おまえは見事アヴェンジャーリを誕生させようとしている。私では出来なかった事を、おまえは難なくやってのけたのだ」 »
10. ↑  (ja) TYPE-MOON, Fate/side material, TECHGIAN STYLE, 2004, 100 p., Side:03 Encyclopedia p.071
11. 1 2  (ja) TYPE-MOON, Fate/complete material III : World material., TECHGIAN STYLE, 2010, 303 p. (ISBN 978-4-04-726902-6), p.134-135
12. ↑  (ja) TYPE-MOON, Fate/side material, TECHGIAN STYLE, 2004, 100 p., Side:03 Encyclopedia p.077
13. 1 2  Épisode Celles qui fendent les cieux, douzième épisode de la série Fate/stay night.
14. 1 2  Épisode Le Château hivernal, treizième épisode de la série Fate/stay night.
15. ↑  (ja) TYPE-MOON, Fate/complete material III : World material., TECHGIAN STYLE, 2010, 303 p. (ISBN 978-4-04-726902-6), p.006
16. 1 2  (ja) TYPE-MOON, Fate/side material, TECHGIAN STYLE, 2004, 100 p., Side:03 Encyclopedia p.059-060
17. 1 2 3 4 5 6  Épisode La Marque de la sorcière, 17e épisode de la série Fate/stay night.
18. ↑  (ja) TYPE-MOON, Fate/complete material II : Character material., TECHGIAN STYLE, 2010, 256 p. (ISBN 978-4-04-726680-3), p.129
19. ↑  Épisode La Forteresse de sang, onzième épisode de la série Fate/stay night.
20. ↑  Épisode Les Douze Travaux, quinzième épisode de la série Fate/stay night.
21. ↑  (ja) TYPE-MOON. Fate/stay night: Fate - DAY 11
22. ↑  (ja) TYPE-MOON, Fate/complete material III : World material., TECHGIAN STYLE, 2010, 303 p. (ISBN 978-4-04-726902-6), p.134
23. 1 2  Épisode Bataille décisive, 18e épisode de la série Fate/stay night.
24. ↑  (ja) TYPE-MOON, Fate/side material, TECHGIAN STYLE, 2004, 100 p., Side:03 Encyclopedia p.055
25. 1 2 3  Épisode Le Roi d'or, 19e épisode de la série Fate/stay night.
26. ↑  Épisode Déchirant Terre et Ciel, l'Etoile au commencement du Monde, 21e épisode de la série Fate/stay night.
27. ↑  Épisode Souvenirs d'un rêve lointain, 20e épisode de la série Fate/stay night.